# El Prieto
El Prieto är en ort i Mexiko.   Den ligger i kommunen Loreto och delstaten Zacatecas, i den centrala delen av landet, 400 km nordväst om huvudstaden Mexico City. El Prieto ligger 2 023 meter över havet och antalet invånare är 527.
Terrängen runt El Prieto är platt norrut, men söderut är den kuperad. Runt El Prieto är det ganska tätbefolkat, med 80 invånare per kvadratkilometer. Närmaste större samhälle är Loreto, 4,6 km sydost om El Prieto. Trakten runt El Prieto består till största delen av jordbruksmark.